# 波爾多有軌電車

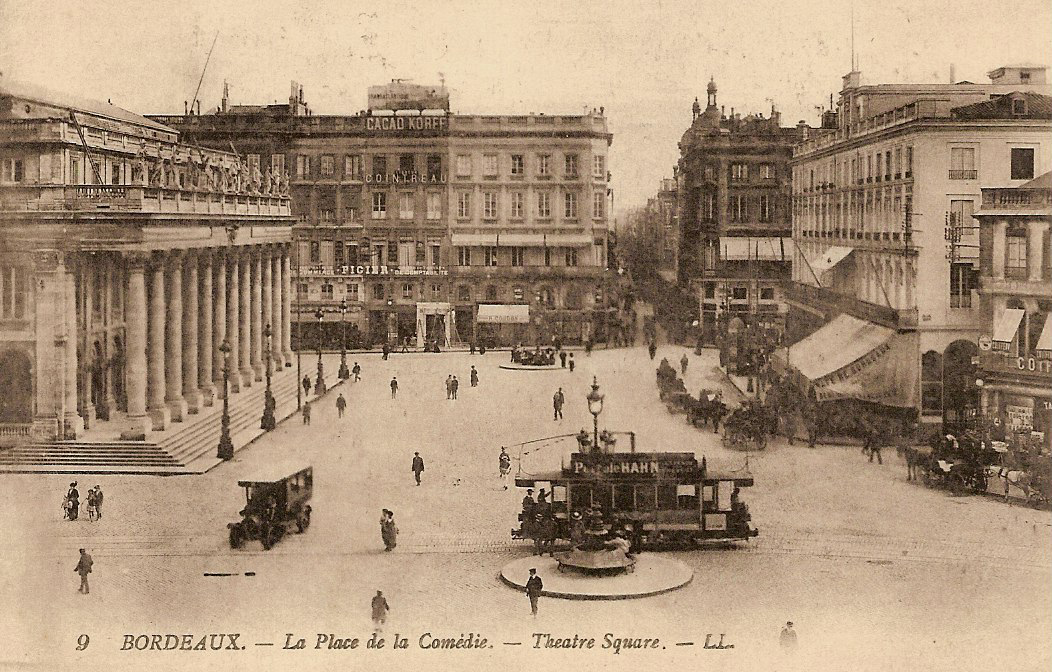
1900年代的波爾多電車（攝於喜劇廣場）

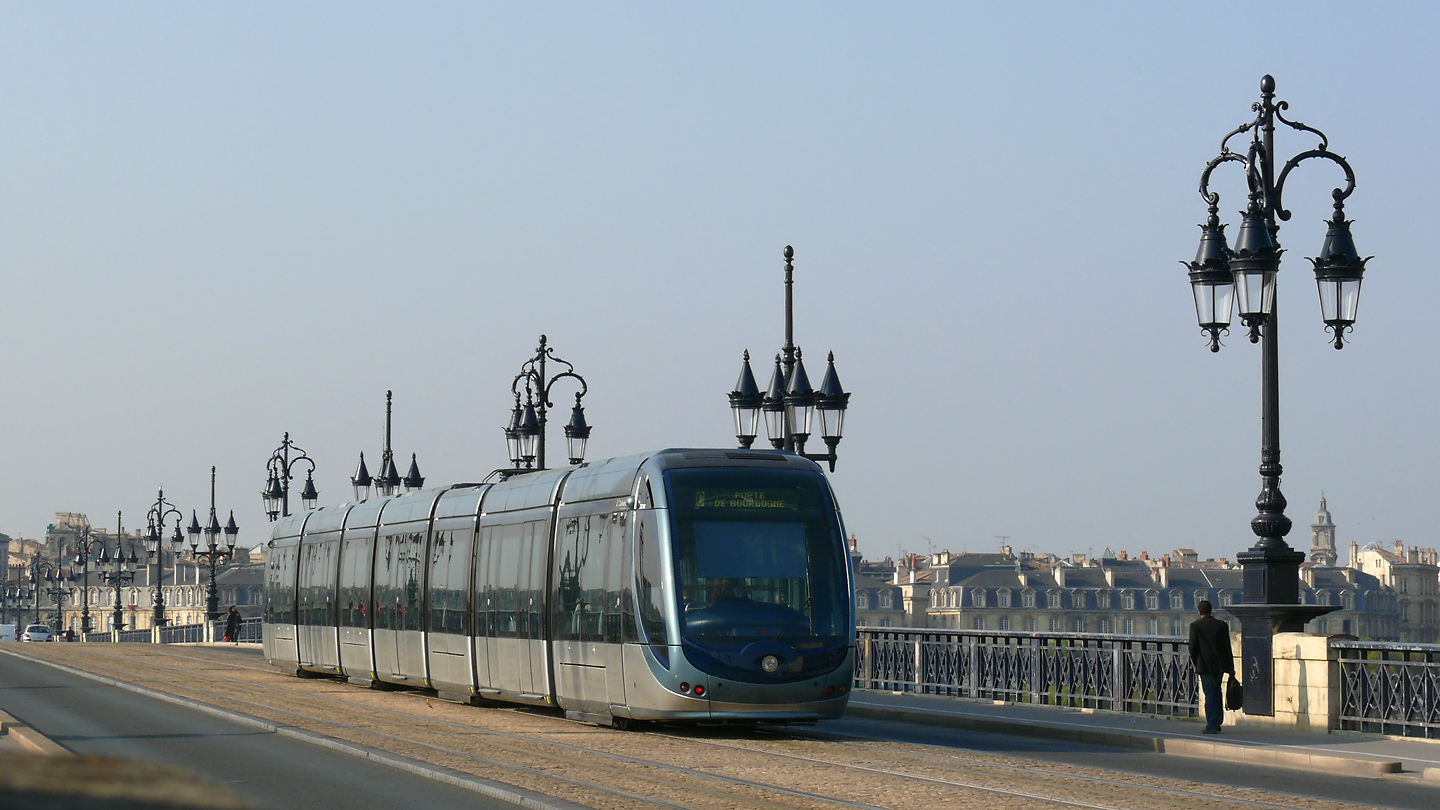
現代的波爾多電車（攝於皮埃爾橋）

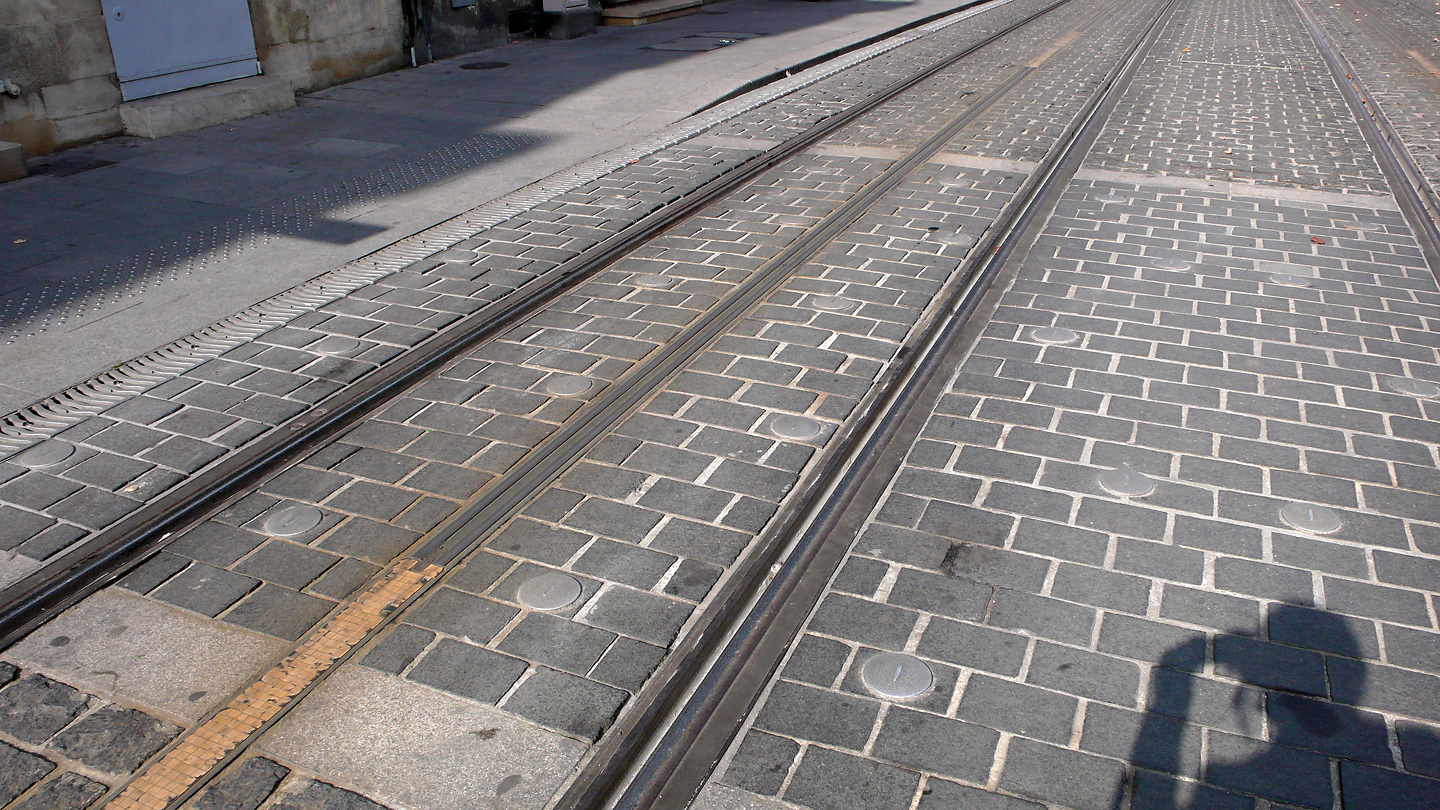
兩條路軌中間的為APS智能第三軌系統

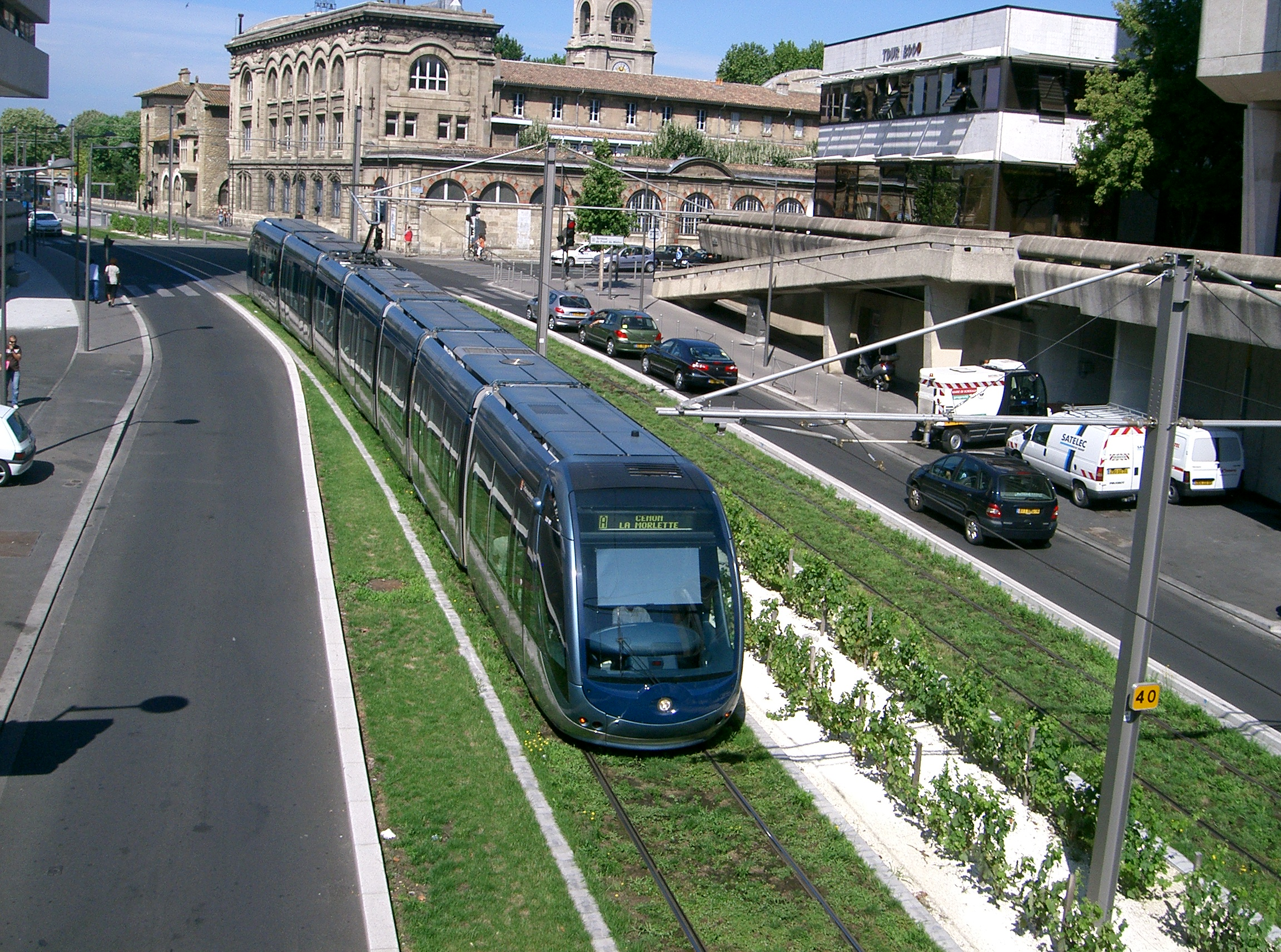
部分路段採用架空電纜供電

波尔多有轨电车（法語：Tramway de Bordeaux）是法國西南部城市波爾多的有軌電車系統。

## 历史
波尔多老式电车始建於1880年代，當時的車廂是馬匹拉動的，直到1946年，已發展到由地底供電、擁有38條支線、總長度達200公里、每日平均載客量16萬人次的網絡。時任波爾多市長的雅克·沙邦-戴爾馬認為有軌電車系統需跟隨路軌行駛，欠缺彈性，而且阻礙其他交通的流動，下令將路線逐步關閉，至1958年所有電車停止運作。
現代的波爾多有轨電車共有A、B、C、D三條路線，於2003年12月21日開始重新投入服務，經過數次的擴建後總長度為78公里，同时还有几十公里在计划当中。

## 路线

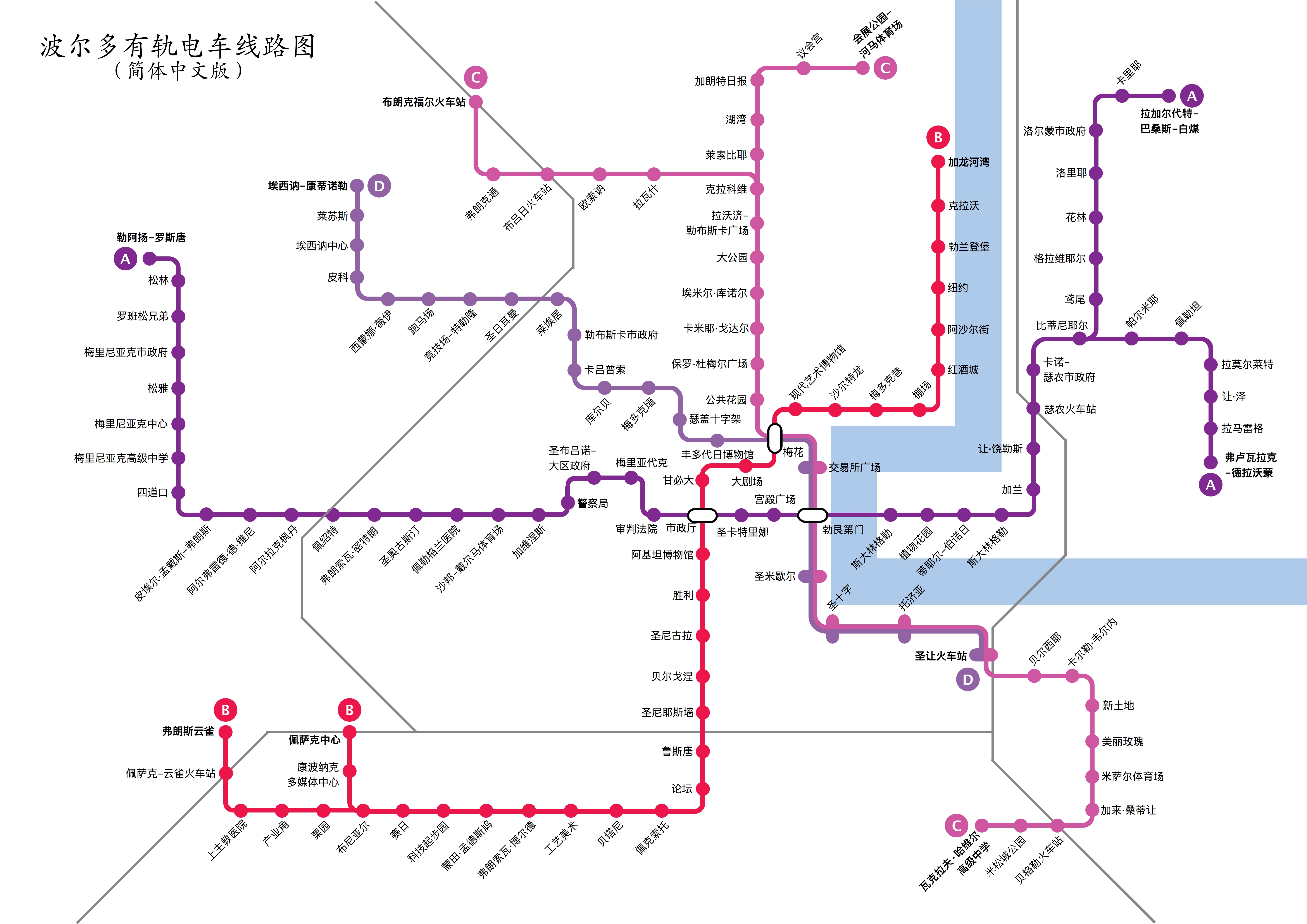
波尔多有轨电车线路图（2020年3月）

## 外部連結
- 官方网站（法文）